# Coxa
De coxa of heup is bij geleedpotigen een onderdeel van de poot. Het is het eerste lid van de poot gezien vanaf het lichaam en is bij veel soorten ook het dikste deel. Op de afbeelding is de coxa aangegeven met 1. 